# Chiesa di San Bartolomeo (Sant'Angelo Lodigiano)
La chiesa di San Bartolomeo è una chiesa cattolica situata nel centro storico di Sant'Angelo Lodigiano, in provincia e diocesi di Lodi; fa parte del vicariato di Sant'Angelo Lodigiano.

## Storia
Una prima chiesa situata nello stesso luogo esisteva già nel XIII secolo con il titolo di San Martino in Stabiello, dedicata a san Martino, il patrono che diede anche il nome al quartiere omonimo. La chiesa fu ricostruita nel XVI secolo e intitolata a san Bartolomeo. Questo edificio ha rivestito un'importanza particolare per la comunità locale, ospitando, tra l'altro, la fondazione del primo oratorio maschile della parrocchia di Sant'Angelo Lodigiano nel 1879.
La chiesa si trova nel cuore dell'antico "quartiere dei cordai", caratterizzato da vicoli stretti e case addossate, che quasi nascondono l'edificio alla vista. Nel 2007, si è concluso un importante restauro che ha riportato alla luce numerosi dettagli architettonici e pittorici, oltre a consolidare la struttura. Tra le opere restaurate, spiccano gli affreschi di Dante Carnelli del 1906, tra cui una rappresentazione della "Deposizione di Gesù dalla Croce" nel catino absidale.

## Descrizione

### Esterno
La chiesa di San Bartolomeo ha una pianta poligonale con muri perimetrali in mattone. La facciata attuale, rivestita di marmo nel 1950, si inserisce armoniosamente nel contesto urbano del borgo, pur essendo quasi nascosta dalle strette vie circostanti. Storicamente, la chiesa si trovava in una posizione più isolata rispetto alle abitazioni del quartiere, come dimostrato da studi cartografici.

### Interno
Gli interni della chiesa sono arricchiti da decorazioni pittoriche che includono motivi religiosi e vegetali, realizzati principalmente da Dante Carnelli. Le cappelle laterali e il presbiterio conservano affreschi di grande interesse storico, tra cui la "Deposizione di Gesù dalla Croce", dove la Madonna Addolorata è raffigurata in un gesto di speranza verso la Resurrezione. L'ultima fase di restauro ha rivelato anche la presenza di tre strati di pitture appartenenti a periodi storici differenti, lasciati visibili nelle cappelle laterali come testimonianza della storia decorativa del tempio.
Le decorazioni pittoriche all'interno della chiesa sono articolate in un programma iconografico semplice. Oltre alla "Deposizione", i Santi Bartolomeo, Martino e Fermo vengono rappresentati come guide spirituali per la comunità. Gli affreschi restaurati nelle cappelle laterali risalgono a periodi diversi e testimoniano l’evoluzione stilistica della chiesa nel corso dei secoli. Particolare menzione va fatta per il coro e la cantoria, risalenti al XVIII secolo, che sono stati riportati alla luce grazie alla rimozione di una ridipintura bianca, restituendo loro i colori originali.